# دي جي سنيك
دي جي سنيك (بالفرنسية: DJ Snake)‏ إسمه الحقيقي وليام سامي غريغسين (بالفرنسية: William Sami Grigahcine)‏ هو دي جاي ومغني راب ومنتج تسجيلات فرنسي جزائري. ولد في يوم 13 يونيو 1986 في مدينة باريس عاصمة فرنسا  يقيم حالياً في الولايات المتحدة وقد عرض Bird Machine و Turn Down for What في 2013 وألتي ترشح من خلالها لنيل جائزة غرامي  وقد تعاون مع عدة موسيقيين مشهورين مثل سكريليكس وماجور ليزر وكارين ماري أورستد وغيرهم  وإحتلت تسجيلاته المراتب الأولى في عدة دول.
و كان قد صرح دي جيه سنيك في أحد تغريداته في موقع تويتر هو أن سبب استعماله الكثير للموسيقى الجزائرية راجع إلى كون والدته جزائرية انتقلت إلى مدينة باريس للعيش هناك.

## نشأته و حياته
وُلِد ويليام جريجاسين في باريس لأب فرنسي وأم جزائرية.نشأ خلال طفولته في إيرمونت في حي شعبي يطلق عليه اسم بونليو وكذلك في بليسيس-بوشار في فال دواز ، والتي وصفها بأنها غيتو وهو مايعرف عن سكان المغرب العربي "بحارة اليهود". في منتصف التسعينيات ، استشهد بمشهد مع قطع القطط في الفيلم الفرنسي لاهين بالإضافة إلى فناني الهيب هوب KRS-One و Cypress Hill كمؤثرات مبكرة. في شبابه ، أنتج دي جي سنيك رسومات على الجدران ، وأطلق عليه لقب "سنيك" لأنه تمكن دائمًا من الهروب من الشرطة. يقول سنايك عن اسمه ، "عندما بدأت دي جي لأول مرة ، أطلق علي الجميع اسم" سنيك "في مدينتي ، كنت مثل دي جي سنايك ، حسنًا لنذهب. الاسم سيئ، لكن فات الأوان الآن. في وقت مبكر من حياته المهنية ، قدم دي جي سنيك في أندية مثل Les Bains Douches في باريس. في عام 2005 التقى بمديره ستيف جونكالفيس، الذي شجع سنايك على البدء في صنع موسيقاه الخاصة.[بحاجة لمصدر]

## وصلات خارجية
- DJ Snake على موقع IMDb (الإنجليزية)
- DJ Snake على موقع ألو سيني (الفرنسية)
- DJ Snake على موقع ميوزك برينز (الإنجليزية)
- DJ Snake على موقع أول ميوزيك (الإنجليزية)
- DJ Snake على موقع ديسكوغز (الإنجليزية)
- DJ Snake على موقع ديسكوغز (الإنجليزية)
- الموقع الرسمي